# 谷川士清
谷川 士清（たにがわ ことすが、宝永6年2月26日〈1709年4月5日〉- 安永5年10月10日〈1776年11月20日〉）は、江戸時代の国学者である。通称は養順。字は公介。号は淡斎。

## 人物
伊勢国の津（現・三重県津市）の医者の家に生まれる。京都に出て医学を学ぶ傍ら、玉木正英（葦斎）から垂加神道を学ぶ。津に帰郷後、医業に精を出す一方で、家塾「洞津谷川塾」を開いて門人を指導したほか、道場「森蔭社」を設けて神道を教授した。また、有栖川宮職仁親王から和歌を学ぶなど、独学で国学を研究した。
宝暦事件と明和事件によって竹内式部が処罰されると、親しい交流のあった士清も嫌疑をかけられたが、士清は藤堂高朗の助けで事なきを得た。しかし、士清が『読大日本史私記』で『大日本史』における誤りを一つ一つ痛烈に批判したことで、藤堂高嶷により士清は津以外の土地への出国を禁止され、長男の士逸は津への入国を禁止されたことにより、直接の学統は廃れていくことになった。
安永4年（1775年）5月、古世子明神（現・谷川神社）の境内に「反古塚」を建て、そこに草稿類を埋納した。墓所は刑部（現・津市押加部町）の福蔵寺。

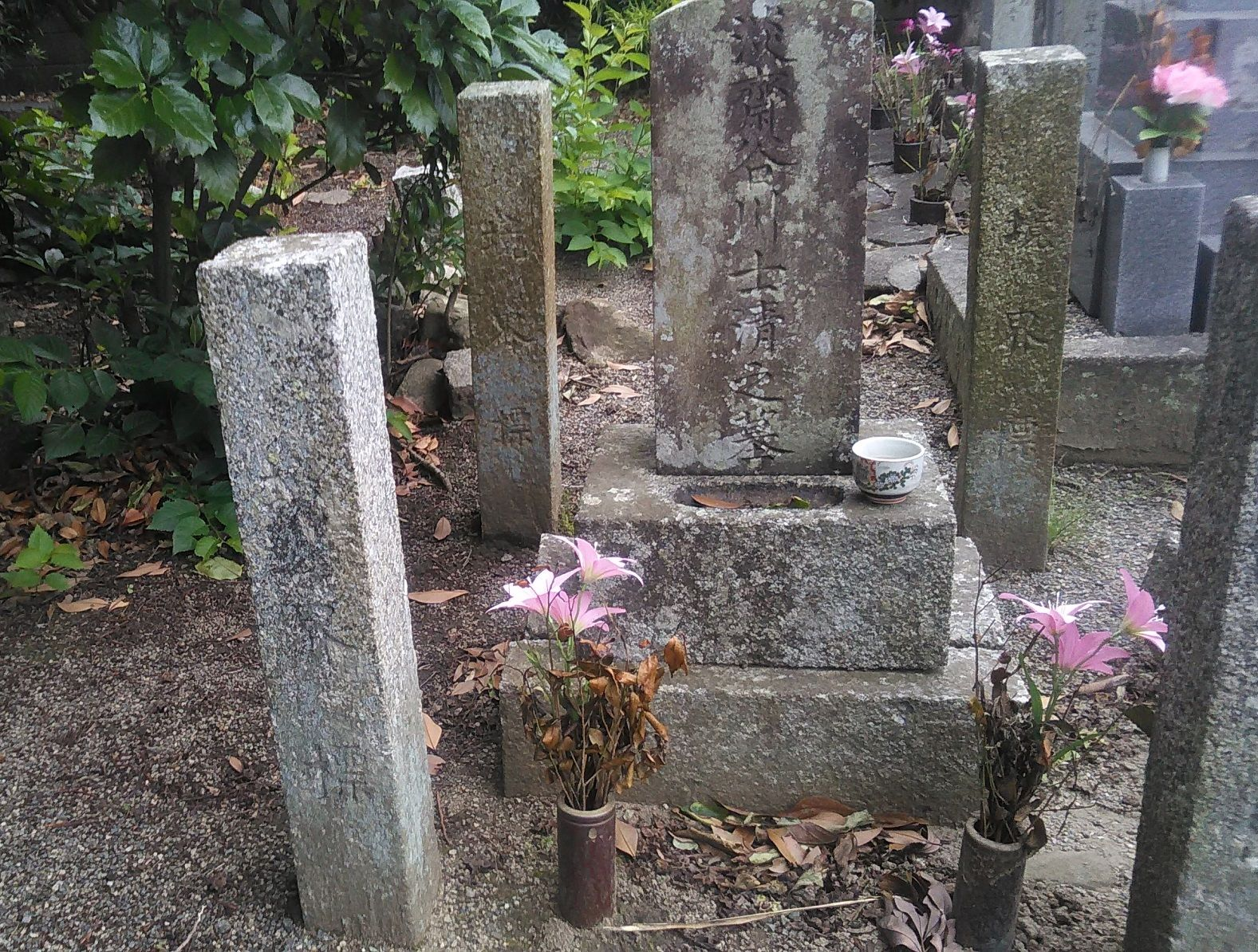
谷川士清の墓（国指定史跡）
福蔵寺の墓地（津市押加部町）

### 没後
明治41年（1908年）、生誕200年に向けて地元の有力者17名が士清の事蹟を調査し、同年11月22日に祭典を執行。大正4年（1915年）に従四位を追贈された。また、昭和7年（1932年）には谷川神社が創建された。
昭和31年（1956年）には反古塚が市の指定史跡となり、昭和42年（1967年）には旧宅と墓が国の指定史跡となった。旧宅は昭和52年（1977年）に津市が買収して改修復元工事を行い、昭和54年（1979年）に終了後、回収した遺品を旧宅に展示して一般公開した。

## 業績

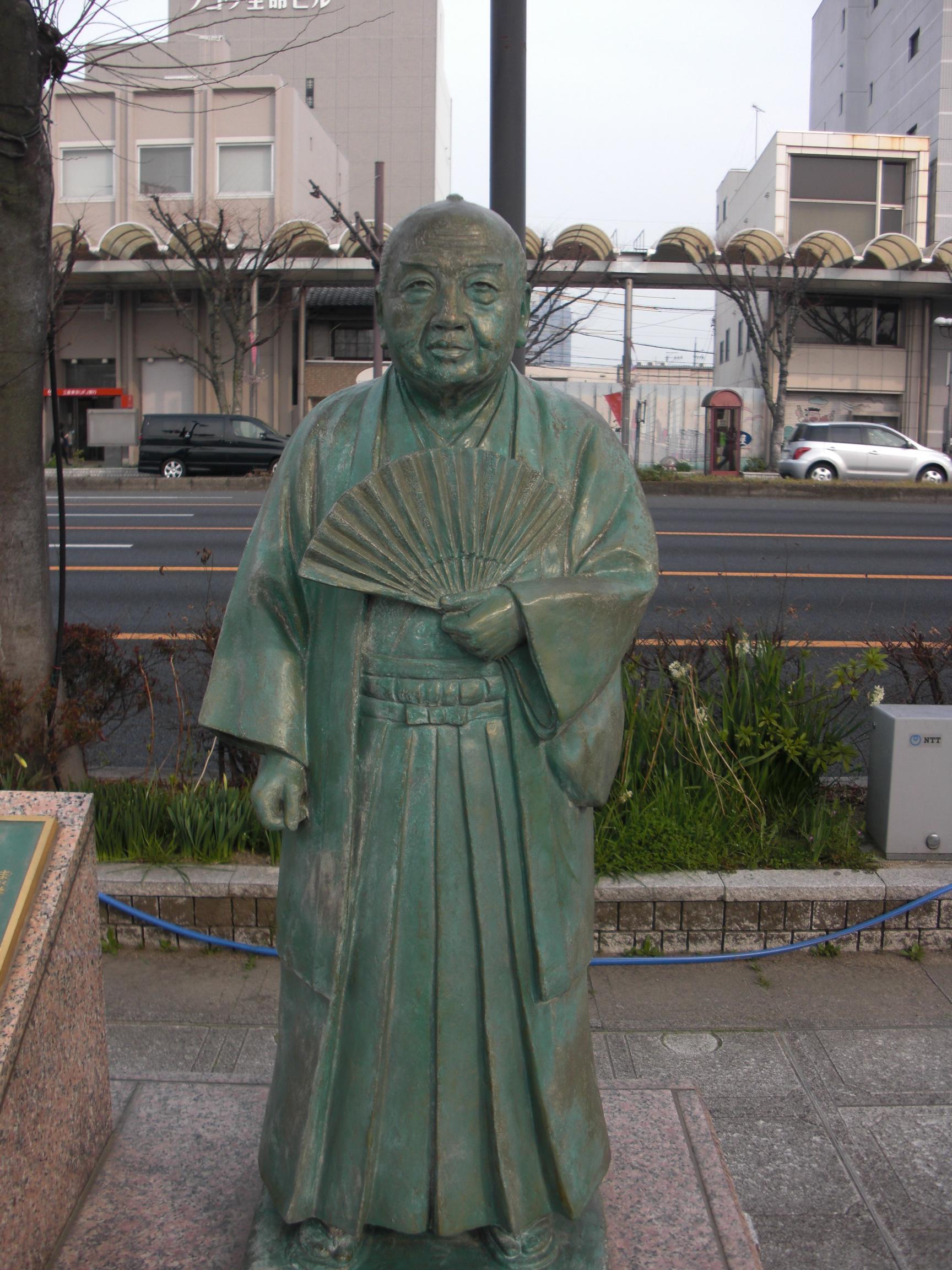
谷川士清のブロンズ像
津市丸之内の百五銀行前

『日本書紀通証』は『日本書紀』全体にわたる詳細な注釈であり、『日本書紀』を正確に解釈することで国体を明確にするという意図に基づいている。このことは士清自身が「例言」の中で「儒典梵書ヲ引用スルハ、要ハ字義ヲ証ス」と述べているように、一字一字について多くの出典を引用した訓詁からも窺える。このような出典を明記した訓詁注釈の徹底は、中世期において見られなかった客観的かつ実証的な研究の展開に繋がり、神秘的解釈を打破して体系的な形を整えるに至った。
士清が国語学史上に残した功績は大きい。『日本書紀通証』第1巻に附録として収録した動詞活用表「和語通音」は、本居宣長の学統における活用研究に影響を与えた。とりわけ五十音順に配列された本格的な国語辞典『和訓栞』の編纂は、現代に繋がる国語辞典の祖型を確立した。
反面、士清の古典研究は、在来の学説を集成したもので、独創性に乏しいという評価がある。士清と交流があった宣長も「和語通音」は絶賛しているが、士清の古典解釈については「垂加神道に基づくこじつけが多く非学問的だ」と批判している。

## 主な著作
- 『日本書紀通証』
- 『和訓栞』
- 『読大日本史私記』
- 『勾玉考』
- 『鋸屑譚』